# Adelpha boreas
Espèce
Adelpha boreas  est une espèce de papillons de la famille des Nymphalidae, sous famille des Limenitidinae et du genre Adelpha.

## Dénomination
Adelpha boreas a été décrit par Arthur Gardiner Butler en 1866 sous le nom Heterochroa boreas.

### Sous-espèces
- Adelpha boreas boreas ; présent au Costa Rica, à Panama, en Colombie, en Bolivie, en Équateur et au Pérou.
- Adelpha boreas kayei Hall, 1939; présent en Guyana[1].

### Noms vernaculaires
Adelpha boreas se nomme en anglais Gaudy Sister.

## Description
Adelpha boreas est un papillon d'une envergure de 50 mm à 60 mm, aux ailes antérieures concaves et aux ailes postérieures festonnées,. Le dessus est marron marqué aux ailes antérieures d'une large bande orange allant du bord costal au bord externe près de l'angle anal.
Le revers est marbré de divers tons de marron et de beige nacré formant des lignes et aux ailes antérieures de la même large bande mais de couleur beige nacré.

### Chenille
La chenille est de couleur foncée.

## Biologie
Sa biologie n'est pas connue.

### Plantes hôtes
Les plantes hôtes de sa chenille sont des Satyria.

## Écologie et distribution
Adelpha boreas est présent au Costa Rica, à Panama, en Colombie, au Venezuela, en Bolivie, en Équateur,  en Guyana et en Guyane,. 

### Biotope
Adelpha boreas réside dans les forêts humides.

### Protection
Pas de statut de protection particulier.